# Jonci
Jonci (grško Ἴωνες, latinizirano: Íōnes, ednina Ἴων, Íōn) so bili eno od štirih večjih antičnih grških plemen. Druga tri so bili Dorci, Eolci in Ahajci. Jonsko narečje je bilo skupaj z dorskim in eolskim eno od treh glavnih narečij helenskega sveta. 
V klasični Grčiji se je naziv Jonci v najožjem pomenu nanašal na prebivalce Jonije v Mali Aziji. V širšem smislu bi lahko pomenil vse govorce jonskega narečja, se pravi tudi prebivalce Evbeje, Kikladov in številnih mest, ki so jih ustanovili jonski kolonisti. V najširšem smislu bi ga lahko uporabili za opis vseh tistih, ki so govorili jezike vzhodnogrške skupine, kamor sodi tudi Atika. 
Mit, aktualen v klasičnem obdobju, je razlagal, da so Jonci dobili ime po Jonu, sinu princa Ksuta iz severne peloponeške pokrajine Ejalije, ki je kasneje postal kralj Peloponeza. Ko so na Peloponez vdrli Dorci, so izgnali Ahajce iz Argolide in Lakedemonije. Razseljeni Ahajci so se preselili v Ejalijo, od takrat znano kot Ahaja, in nato izgnali Jonce iz Ejalije. Jonci so se preselili v Atiko in se pomešali z lokalnim prebivalstvom. Mnogo let kasneje so se izselili na obalo Male Azije in ustanovili zgodovinsko regijo Jonijo. 
Za razliko od strogih in militantnih Dorcev so Jonci znani po svoji ljubezni do filozofije, umetnosti, demokracije in užitkov – jonskih lastnostih, ki so jih najbolj poznali Atenci. Jonsko filozofsko šolo s središčem v Miletu je zaznamovala osredotočenost na nenadnaravne razlage naravnih pojavov in iskanje racionalnih razlag vesolja, s čimer so postavili temelje za znanstveno raziskovanje in racionalno misel v zahodni filozofiji.

## Etimologija
Etimologija besed Ἴωνες ali Ἰᾱ́ϝoνες je negotova, vendar obstaja nekaj teorij. Beseda bi lahko izhajala 
- Iz protoindoevropskega onomatopejskega korena *wi- ali *woi-, ki izraža krik, ki ga izgovorijo osebe, ki tečejo drugim na pomoč.[6]
- Iz neznanega zgodnjega imena otoškega prebivalstva v vzhodnem Sredozemlju, ki ga predstavlja ḥꜣw-nbwt, staroegipčansko ime za tam živeče ljudi.[7]
- Iz staroegipčanskega jwn - steber, drevesno deblo, ki se je razširil v jwnt - lok (iz lesa) in jwntjw – lokostrelci.[8] Ta izpeljava je po eni strani analogna možni izpeljavi Dorcev in po drugi strani ustreza egipčanskemu konceptu "devetih lokov" v povezavi z Ljudstvi z morja.
- Iz proto-indoevropskega  korena *uiH-, ki pomeni moč ali oblast.[9]

## Zgodovina imena
Za razliko od Eolcev in Dorcev se Jonci pojavljajo v jezikih različnih civilizacij okoli vzhodnega Sredozemlja in vse do kitajske dinastije Han. Jonci niso najzgodnejši Grki, omenjeni v teh zapisih. To mesto pripada Danajcem in Ahajcem. Omembe Joncev se začnejo v mikenskih grških zapisih o Kreti.

### Mikenski zapisi
Na fragmentirani tablici iz Knososa, pisani v linearni pisavi B (tablica Xd 146) je beseda i-ja-wo-ne, ki sta jo Ventris in Chadwick tolmačila kot morebitni dajalnik ali imenovalnik množine  etničnega imena *Iāwones. Knosoške tablice so datirane v leto 1400 ali 1200 pr. n. št., torej v obdobje pred dorsko prevlado na Kreti, če se ime nanaša na Krečane. 
Ime se v grški literaturi prvič pojavi pri Homeru kot Ἰάονες, iāones. Pojavi se samo enkrat za nekaj Grkov v dolgih haljah, ki jih je napadel Hektor in so se očitno identificirali z Atenci. Zdi se, da je ta homerska oblika imena enaka mikenski, vendar brez *-w-. To ime se pojavi tudi v fragmentu drugega zgodnjega pesnika Hezioda v ednini kot  Ἰάων, iāōn.

### Sveto pismo
V Prvi Mojzesovi knjigi (1 Mz 10,2) je Javan Jafetov sin. Svetopisemski učenjaki verjamejo, da Javan skoraj zanesljivo predstavlja Jonce. Javan, hebrejsko Jāwān, množina Jəwānīm, je torej Jon.
Svetopisemski Jafet bi lahko bil jezikovno povezan z grško mitološko osebnostjo Japetom, vendar je povezava manj zanesljiva.
Lokacije svetopisemskih plemenskih držav so bile predmet stoletnih razprav, vendar ostajajo v različni meri odprta vprašanja. V Izaijevi knjigi (Iz 66,19) bi lahko bil namig v seznamu "[...] bom poslal k narodom: [...] in Javán, oddaljena obrežja, ki še niso slišala mojega oznanila [...]". Med njimi so Javani za "otoki daleč". Ime bi lahko pomenilo prebivalce otokov v Egejskem morju. 
Izaijeva knjiga ni mogla biti napisana pred njim samim, se pravi pred 8. stoletjem pr. n. št.

### Asirski zapisi
Nekaj pisem iz Novoasirskega cesarstva iz 8. stoletja pr. n. št. poroča o napadih na mesta v Feniciji, ki so videti kot jonski. O napadu Joncev  (ia-u-na-a-a) na feničansko obalo poroča Tiglat-Pileser III. v pismu iz leta 730 pr. n. št., odkritem v Nimrudu.
Asirska beseda, pred katero je determinativ države, je bila rekonstruirana kot *Iaunaia. Pogostejše besede z določilom države so ia-a-ma-nu, ia-ma-nu in ia-am-na-a-a, rekonstruirane kot Iamānu. Sargon II. pripoveduje, da so se slednji "vzeli iz morja kot ribe" in da so bili iz "morja zahajajočega sonca". Če je tolmačenje asirskih imen pravilno, so vsaj nekateri jonski roparji prišli s Cipra.
Zapis v Sargonovih analih za leto 709, ki omenja, da mu je davek poslalo sedem kraljev Jaja (ya-a'), okrožja Jadnana, "katerih oddaljena bivališča se nahajajo sedem dni potovanja po morju zahajajočega sonca", potrjuje stela, postavljena v Citiumu na Cipru "ob vznožju gorske grape ... Jadnana".

### Iran
Jonci se kot Jaunā (𐎹𐎢𐎴𐎠) pojavljajo v številnih staroperzijskih napisih Ahemenidskega cesarstva. Omenjeni so na primer v Darejevem napisu na južni steni palače v Perzepolisu, ki se glasi: "Jonci, ki so s celine in (tisti), ki so ob morju, in dežele, ki je čez morje..." Darejev imperij se je do takrat verjetno že razširil okoli Egejskega morja do severne Grčije. 

### Indija
Po navdihu ahemenidskih Irancev se Jonci v indijski literaturi in dokumentih pojavljajo kot Javana in Jona. V dokumentih se ta imena nanašajo na indo-grška kraljestva, ki so jih ustanovili Aleksander Veliki in njegovi nasledniki na indijski podcelini. Najstarejši takšen dokument je Ašokov edikt. Trinajsti edikt je datiran v leta 260–258 pr. n. št. in se neposredno nanaša na "Jone".

### Drugi jeziki
Večina sodobnih bližnjevzhodnih jezikov uporablja izraza Jonija in Jonci za Grčijo in Grke. To velja za hebrejščino (Javan, 'Grčija'/Jevani, fem. Jevania. 'Grkinja'), armenščino (Hunastan, 'Grčija'/Hujn 'Grk' in klasično arabščino (al-Jūnān 'Grčija'/Jūnānī, fem.Jūnāniyya, mn. Jūnān 'Grk'). Nazivi so verjetno privzeti  iz aramejskega Jawnānā in se uporabljajo v večini sodobnih arabskih narečij, vključno z egiptovščino in palestinščino. V sodobni perzijščini se uporabljajo izrazi Jūnānestān 'Grčija'/Jūnānī, mn. Jūnānīhā/Jūnānīyān 'Grk' in v sodobni turščini Junanlar, 'grško ljudstvo'.

## Jonski jezik
Jonska grščina je bila narečje atiško-jonske ali vzhodne skupine stare grščine.

## Jonska filozofska šola
V 6. stoletju pr. n. št. so jonska obalna mesta, kot sta Milet in Efez, postala žarišče revolucije v tradicionalnem razmišljanju o naravi. Namesto razlag naravnih pojavov s pomočjo tradicionalne religije/mita je bilo kulturno ozračje takšno, da so ljudje začeli oblikovati hipoteze o naravnem svetu na podlagi idej, pridobljenih iz osebnih izkušenj in globokega razmišljanja. Ti možje – Tales in njegovi nasledniki – so bili imenovani physiologoi –  tisti, ki razpravljajo o naravi. Bili so skeptični do verskih razlag naravnih pojavov in so namesto tega iskali povsem mehanske in fizikalne razlage. Veljajo za ključne za razvoj "znanstvenega odnosa" do preučevanja narave. Po besedah fizika Carla Rovellija je jonska šola povzročila "prvo veliko znanstveno revolucijo" in je najzgodnejši primer kritičnega razmišljanja, ki je definiralo grško in pozneje moderno misel.